# Clyde Best

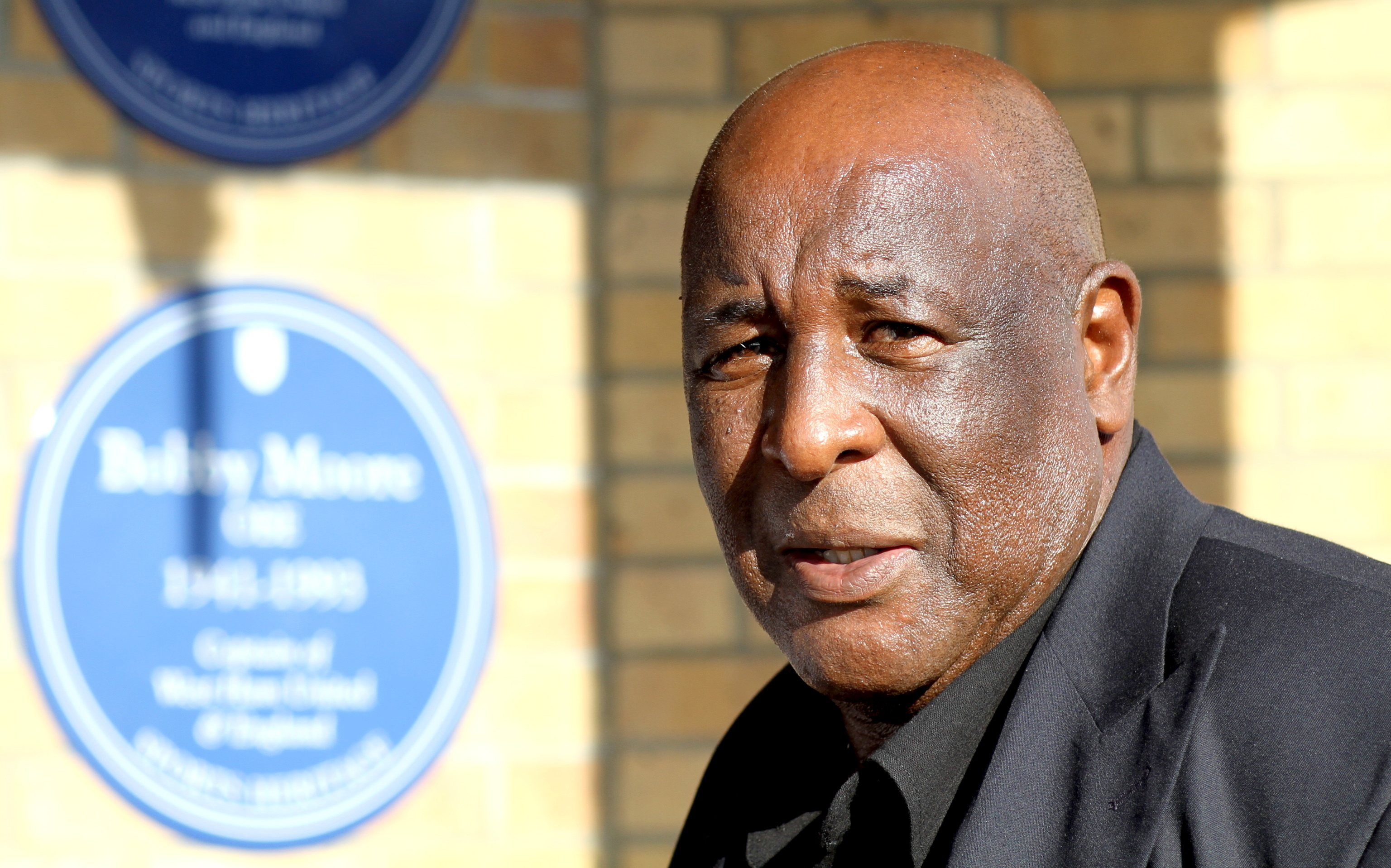
Clyde Best im August 2012

Clyde Cyril Best MBE (* 24. Februar 1951 in Somerset Village) ist ein ehemaliger bermudischer Fußballspieler.
Best begann in seiner Jugend bei Somerset Trojans, ehe er 1968 zu West Ham United wechselte, für die er in sieben Jahren 174 Spiele spielte und 46 Tore schoss. 1975 wechselte er zu den Tampa Bay Rowdies in den USA. Ein Jahr später ging er zu den Portland Timbers und wechselte 1977 wieder zurück nach Europa zu Feyenoord Rotterdam. Doch schon 1978 ging er erneut zu den Portland Timbers. Seine Karriere beendete er bei Toronto Blizzard.
In seiner Fußballerlaufbahn erzielte er auch ein Tor bei zwei Einsätzen für die Nationalmannschaft Bermudas. Nach seinem Karriereende war er zudem deren Cheftrainer von 1997 bis 1999.